# Isaías Benedito da Costa
Isaías Benedito da Costa ou simplesmente Isaías (Rio de Janeiro, 27 de outubro de 1921 — Rio de Janeiro, 5 de abril de 1947), foi um futebolista brasileiro que atuou como atacante.

## Carreira
Começou sua carreira no Madureira juntamente com os geniais Jair Rosa Pinto e Lelé. Os Três Patetas, como eram conhecidos, foram contratados pelo Vasco em uma só tacada em 1942. Bom lembrado foi o seu gol de letra em Romualdo Sperto  "Gijo", numa as suas ultimas partidas por Madureira, vencendo o Fluminense FC 4–1.
Com Vasco, em nesta fase sob o orientação de Ondino Viera o nascente Expresso da Vitória, ganhou o Campeonato Carioca de 1944 e marcou sete dos 53 gols da sua turma. 
Em março de 1944 jogou dis vezes por a seleção brasileira por a Taça Expedicionária Brasileira.  O Brasil venceu nas dois partidas o Uruguai em Rio no São Januário, onde marcou um gol, e em SP no Morumbi 6–1 e 4–0. Também fiz parte da seleção Carioca nas jogos por o Campeonato Brasileiro de Seleções Estaduais nesta era.

## Morte
Isaías deixou saudades na torcida vascaína, pois certa vez fugiu de um hospital ao qual estava internado, devido a uma tuberculose, para assistir um jogo do seu time de coração, o Vasco da Gama. Morreu aos 25 anos e foi enterrado no cemitério de Inhaúma na Zona Norte do Rio de Janeiro
Isaías é bisavô de Léo Lima, ex-atleta do Vasco.

## Títulos
Vasco da Gama
- Torneio Municipal: 1944, 1945 e 1946
- Campeonato Carioca: 1945
- Torneio Relâmpago: 1944 e 1946
- Torneio Início do Rio de Janeiro: 1944 e 1945

Seleção Carioca
- Campeonato Brasileiro de Seleções Estaduais: 1944